# Сучков, Иван Афанасьевич
Иван Афанасьевич Сучков (17 августа 1923, Бесскорбная, Лабинский отдел, Кубано-Черноморская область, РСФСР — 2 августа 1981, Калуга) — советский лётчик-ас истребительной реактивной авиации Корейской войны. Подполковник (1954).

## Биография
В 1940 году окончил 8 классов средней школы.
С 7 марта 1941 года — в Красной Армии. Был зачислен курсантом в Краснодарской военной авиационной школе пилотов. В октябре 1941 года был переведён, а в октябре 1943 года окончил Конотопское военное авиационное училище лётчиков. В 1943—1945 годах служил был направлен лётчиком-инструктором в 20-м запасном истребительном авиационном полку (5-я запасная авиационная бригада, Сибирский военный округ). Полк дислоцировался на станции Обь Новосибирской области, а в 1944 году переведён в Харьковский военный округ и переброшен в город Рогань Харьковской области. Занимался переобучением лётчиком на истребитель Як-7, к июлю 1944 года обучил 20 лётчиков.
В декабре 1945 года переведён лётчиком-инструктором в 49-й отдельный учебно-тренировочный авиационный полк (ВВС Западно-Сибирского военного округа). С июня 1946 года — лётчик-инструктор Сталинградского военно-авиационного училища лётчиков. С февраля 1950 года — старший лётчик 176-го гвардейского истребительного авиационного полка, в ноябре 1950 года назначен командиром звена в этом полку. Военный лётчик 1-го класса (1950).
В второй половине 1950 года полк был переброшен на Дальний Восток, а затем в Северный Китай. За успехи в переподготовке личного состава на реактивные истребители МиГ-15 в начале 1951 года назначен заместителем командира эскадрильи по лётной части. В составе полка И. А. Сучков участвовал в Корейской войне с апреля 1951 года по февраль 1952 года. Совершил около 120 боевых вылетов, провёл около 50 воздушных боёв и лично сбил 10 самолётов противника. Представлялся командиром 324-й истребительной авиационной дивизии полковником И. Н. Кожедубом к званию Героя Советского Союза, но не получил его. Там же на войне стал командиром эскадрильи.
После войны служил в советских ВВС, в том же 176-м гвардейском ИАП Московского района (затем — округа) ПВО: с декабря 1953 года — заместитель командира, а с ноября 1954 года — командир этого знаменитого полка. С июля 1955 года — заместитель начальника штаба 324-й истребительной авиационной дивизии 52-й воздушной истребительной армии ПВО в Московском округе ПВО. С декабря 1955 года — заместитель начальника штаба 78-го истребительного авиационного корпуса (штаб в Брянске). С 1956 года подполковник И. А. Сучков — в запасе.
Жил в Калуге. Умер 2 августа 1981 года и похоронен также в Калуге.

## Воинские звания
- Младший лейтенант (11.03.1943)
- Лейтенант (4.11.1945)
- Старший лейтенант (6.03.1948)
- капитан (27.04.1951)
- Майор (19.01.1952)
- Подполковник (ноябрь 1954)

## Награды
- 3 ордена Красного Знамени (2.06.1951, 10.10.1951, 22.02.1955)
- 2 ордена Красной Звезды (29.04.1954, 30.12.1956)
- 3 медали «За боевые заслуги» (23.02.1945, 18.08.1945, 17.05.1951)
- другие медали СССР
- Медаль «Китайско-советская дружба» (КНР)